# Дві могили
«Дві могили» (ісп. Dos tumbas; англ. Two Graves) — іспанський трилерний мінісеріал 2025 року, створений Аґустіном Мартінесом. У головних ролях — Кіті Манвер, Альваро Морте та Овік Кеучкерян. Прем'єра серіалу на Netflix запланована на 29 серпня 2025 року.

## Сюжет
Після зникнення двох дівчат, Марти та Вероніки, бабуся однієї з них — Ісабель — намагається будь-що дізнатися правду.

## Акторський склад
- Кіті Манвер — Ісабель
- Альваро Морте
- Овік Кеучкерян
- Надя Вілаплана
- Хуан Соле
- Карлос Шольц
- Нонна Кардонер

## Виробництво
Сценарій серіалу написали Хорхе Діас і Антоніо Мерсеро на основі оригінальної історії Аґустіна Мартінеса — члена авторського колективу Carmen Mola та творця серіалу. «Дві могили» є проєктом компанії Sábado Películas для Netflix. Виконавчими продюсерами виступили Тоні Каррісоса, Вероніка Віла-Сан-Хуан і Кіке Маїйо.
Зйомки проходили в регіоні Ахаркія, зокрема у містах Торрокс, Фріхіліана та Нерха.

## Прем'єра
Прем’єра серіалу на Netflix запланована на 29 серпня 2025 року.